# Pangshura smithii
Pangshura smithii är en sköldpaddsart som beskrevs av den brittiske zoologen John Edward Gray 1863. Pangshura smithii ingår i släktet Pangshura och familjen Geoemydidae.
Arten förekommer i södra Asien från Pakistan över Indien och Nepal till Bangladesh. Den lever i låglandet upp till 130 meter över havet. Individerna vistas intill vattendrag och de simmar ofta. Födan utgörs av växtdelar och av smådjur. Honans sköld kan bli 23 cm lång och den maximala längden för hannens sköld är 11 cm. Ungarnas blir efter 5 till 6 år könsmogna. Honor kan fortplanta sig två gånger under året och de lägger 3 till 11 ägg per tillfälle.
Flera exemplar fångas för köttets skull eller de säljs som terrariedjur. IUCN uppskattar att hela populationen minskade med 20 procent under de gångna 54 åren (räknad från 2018) och listar Pangshura smithii som nära hotad (NT).

## Underarter
Arten delas in i följande underarter:
- P. s. smithii
- P. s. pallidipes